# لیبرتانگو
قطعهٔ لیبِرتانْگو (تانگوی آزاد) (به [Libertango] Error: {{Lang-xx}}: متن دارای نشانه‌گذاری ایتالیک است (راهنما))، از آستور پیاتزولا، جزو معروف‌ترین قطعات این آهنگ‌ساز آرژانتینی است که در سال ۱۹۷۴ در شهر میلان منتشر شد.

## تأثیرگذاری
لیبرتانگو نمودِ گذارِ پیاتزولا از تانگوی کلاسیک به تانگوی آرژانتینی است. یو-یو ما، نوازندهٔ ویولنسل (آمریکایی چینی‌تبار)، در سال ۱۹۹۷ این قطعه را در آلبوم روح تانگو: نوای پیاتزولا نواخت و منتشر کرد.